# 尊證法親王
尊證法親王（1651年3月31日—1694年12月1日），俗名周賢，幼名玲瓏宮，是江戶時代前期皇族及僧人。父母是後水尾天皇和園國子，靈元天皇同母兄；同時是天台宗天台座主和青蓮院宮門跡，院號後桂蓮院。

## 履歷
明曆二年（1656年）六月隨尊純法親王入室青蓮院，萬治三年（1660年）五月初二親王宣下，賜御名周賢，同年七月二十一出家，法號尊證。在寬文九年（1669年）九月到元祿六年（1693年）間兩度擔任十月天台座主，次年（元祿七年、1694年）去世，葬在善峯寺。
| 宗教頭銜          | 宗教頭銜                                                                          | 宗教頭銜          |
| ----------------- | --------------------------------------------------------------------------------- | ----------------- |
| 前任： 守澄法親王 | 青蓮院門跡 第50世                                                                 | 繼任： 英宮       |
| 前任： 堯恕法親王 | 天台座主 第182世 1669年10月7日－1673年5月26日 第185世 1676年9月17日－1677年6月7日 | 繼任： 盛胤法親王 |
| 前任： 堯恕法親王 | 天台座主 第182世 1669年10月7日－1673年5月26日 第185世 1676年9月17日－1677年6月7日 | 繼任： 盛胤法親王 |